# Chúng tôi muốn sống
Chúng Tôi Muốn Sống là một bộ phim được sản xuất vào năm 1956 do hai đạo diễn Vĩnh Noãn và Manuel Conde thực hiện. Phim được sản xuất dưới sự giám sát của giám đốc sản xuất Bùi Ngọc Giao, với phần kỹ xảo do nghệ sĩ Totoy Torrente đảm nhiệm, cùng sự hợp tác của hệ thống quân đội Việt Nam Cộng Hòa. Bộ phim được trình chiếu miễn phí tại miền Nam Việt Nam vào khoảng năm 1956.

## Tóm tắt nội dung
Câu chuyện của Chúng tôi muốn sống xoay quanh nhân vật chính tên Vinh, một cựu đại đội trưởng của phong trào giải phóng dân tộc Việt Minh, người từng bị đàn áp và buộc phải trốn ra biển. Câu chuyện liên quan đến những sự kiện xảy ra tại Việt Nam trong giai đoạn 1952-1954, trước khi đất nước bị chia cắt thành miền Bắc và miền Nam.  
Trong cuộc đấu tranh vũ trang khốc liệt khắp Đông Dương, lực lượng cộng sản giành được nhiều chiến thắng trước quân đội Đế quốc thực dân Pháp. Tại những vùng lãnh thổ Việt Nam được giải phóng khỏi sự kiểm soát của Pháp, chính quyền cộng sản tiến hành Cải cách ruộng đất đất để nhanh chóng triệt tiêu phe đối lập. Việc tái phân chia đất đai được thực hiện một cách cưỡng chế. Chính sách đàn áp không khoan nhượng được áp dụng đối với các địa chủ và nông dân bị cáo buộc là cộng tác với ngoại bang. Ở nông thôn, các ủy ban tạm thời của Hội Nông dân và tòa án nhân dân đặc biệt được thành lập. Theo báo chí Anh, Mỹ và Pháp, những sự kiện này đã dẫn đến Cuộc di cư Việt Nam (1954), khoảng một triệu người chạy nạn, được phương Tây gọi là "thuyền nhân" (thuật ngữ thường chỉ những người nhập cư bất hợp pháp hoặc người tị nạn xuất cư bằng thuyền trong nhóm nhiều người). Nhiều người trong số họ đã bỏ mạng trên biển.  
Theo nội dung phiên bản tiếng Việt của bộ phim, vào năm 1952, một đại đội trưởng của phong trào Việt Minh - Vinh, người nguyên là đại úy bộ đội, anh dũng chiến đấu trong Cuộc kháng chiến chống Pháp, bị triệu tập từ Công an khỏi bộ đội về quê hương và phát hiện rằng khủng bố cộng sản đang lan tràn ở đó. Cha mẹ anh bị vu cáo và làm nhục, chôn sống rồi xử tử. Còn người yêu của anh, Lan, lại hợp tác với chính quyền. Vinh chia tay Lan và cuối cùng, cùng với những người "thuyền nhân" khác, vượt thoát khỏi miền Bắc. Trong hành trình trên biển, họ được một chiếc thuyền của Hải quân Việt Nam Cộng hòa phát hiện và cứu giúp.

## Diễn viên
- Lê Quỳnh... Vinh
- Mai Trâm... Lan
- Nguyễn Long Cương... Công tố ủy viên
- Nguyễn Đức Tạo... Đội trưởng đoàn đấu tố Cộng sản
- Lê Giạng... Ủy viên chính trị
- Trần Văn Nhơn... Công an

Krus na Kawayan
- Manuel Conde... Vinh
- Aida Carino... Lan

Và các diễn viên khác...

## Hợp tác
Phần diễn của Lê Quỳnh được nhà sản xuất phim Bùi Diễm (về sau là Tổng trưởng Phủ Thủ tướng Việt Nam Cộng hòa, đại sứ Việt Nam Cộng hòa ở Hoa Kỳ từ 1967 đến 1972) kể lại như sau:
| “ | Khi bắt đầu làm bộ phim Chúng tôi muốn sống thì chúng tôi cũng muốn chọn một người diễn viên mà có thể nói rằng không những đẹp trai, nhưng mà lại còn có khả năng để đóng phim được thì trong thời gian lựa chọn ấy chúng tôi thấy Lê Quỳnh là người rất là xứng đáng đóng vai chính, thành ra chúng tôi ở trong hãng phim Tân Việt, tức hãng phim sản xuất ra bộ phim Chúng tôi muốn sống có nhờ đạo diễn Vĩnh Noãn và một người đạo diễn Philippines tên là Manuel Conde, hai người hợp tác với nhau, cho nên chúng tôi sản xuất được bộ phim Chúng tôi muốn sống. | ” |